# Сенве
Сенве (фр. Cenves) је насељено место у Француској у региону Рона-Алпи, у департману Рона.
По подацима из 2011. године у општини је живело 399 становника, а густина насељености је износила 15,07 становника/km².

## Демографија
| 1962. | 1968. | 1975. | 1982. | 1990. | 2011. |
| ----- | ----- | ----- | ----- | ----- | ----- |
| 320   | 279   | 283   | 308   | 319   | 399   |